# Stanisław Nowak (strażak)
Stanisław Andrzej Nowak – polski strażak, nadbrygadier w stanie spoczynku Państwowej Straży Pożarnej.

## Życiorys
Służbę w jednostkach ochrony przeciwpożarowej rozpoczął w 1985. W 1989 uzyskał tytuł technika pożarnictwa w Szkole Chorążych Pożarnictwa w Poznaniu, a w 2002 tytuł magistra inżyniera w Akademii Górniczo-Hutniczej w Krakowie. Jest również absolwentem studiów podyplomowych w zakresie zarządzania bezpieczeństwem ukończonych w Akademii Krakowskiej im. Andrzeja Frycza-Modrzewskiego oraz studiów podyplomowych dla strażaków ubiegających się o zajmowanie stanowisk oficerskich związanych z kierowaniem działaniami ratowniczymi ukończonych w Szkole Głównej Służby Pożarniczej w Warszawie. Piastował między innymi funkcję zastępcy komendanta miejskiego Państwowej Straży Pożarnej w Krakowie. W lutym 2016 został powołany na małopolskiego komendanta wojewódzkiego Państwowej Straży Pożarnej, a 6 maja 2017 odebrał akt mianowania na stopień nadbrygadiera z rąk prezydenta RP Andrzeja Dudy. 27 lutego 2019 roku rozwiązał stosunek służbowy w związku z nabyciem prawa do zaopatrzenia emerytalnego i przeszedł w stan spoczynku.

## Odznaczenia
- Brązowy Krzyż Zasługi[3]
- Srebrny Medal za Długoletnią Służbę[3]
- Złota Odznaka „Zasłużony dla Ochrony Przeciwpożarowej”[3]
- Złoty Medal „Za Zasługi dla Pożarnictwa”[3]